# Địa lý Myanmar

Bản đồ khí hậu Köppen Myanmar.

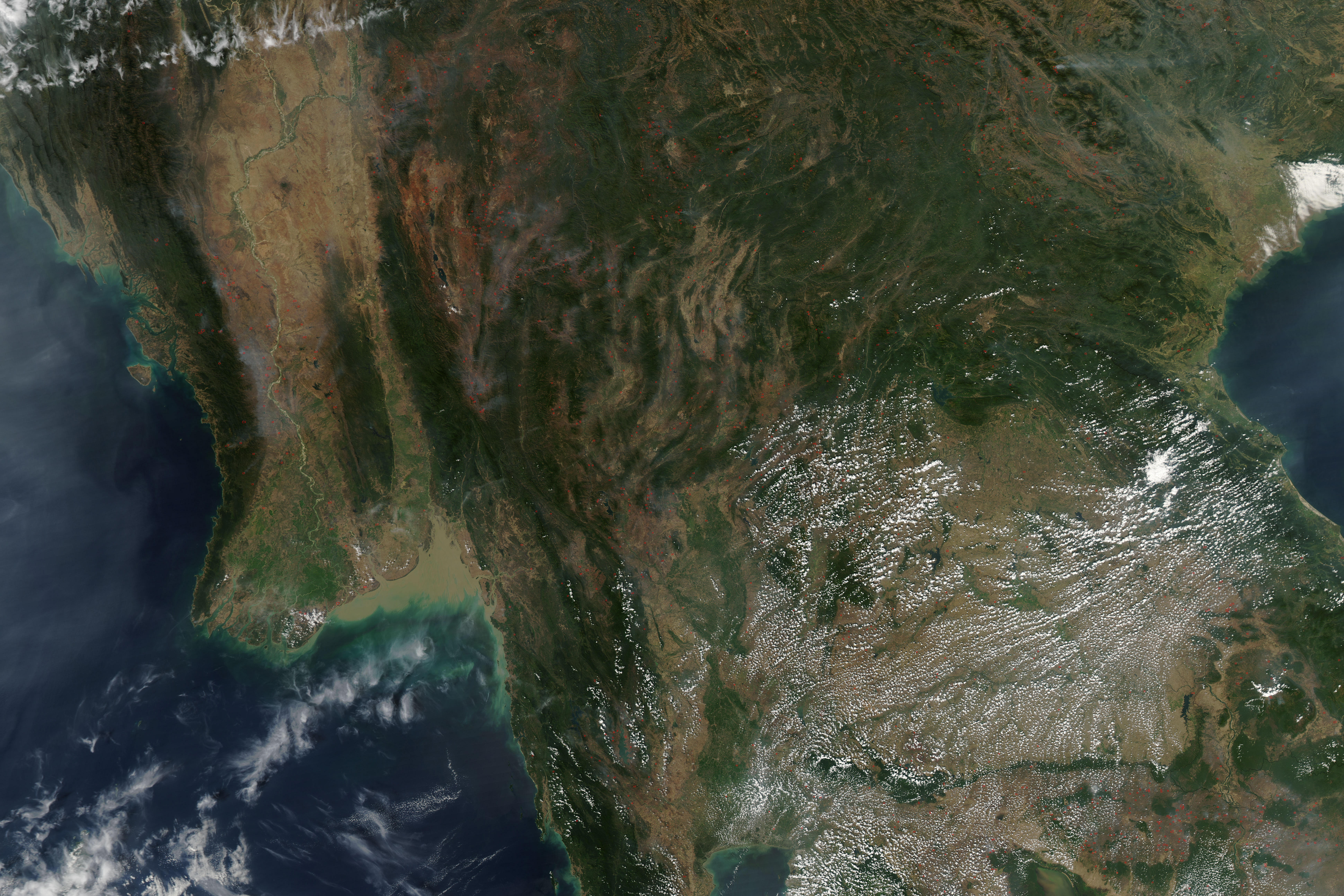
Cháy trên những ngọn đồi và những thung lũng của Myanmar, Thái Lan, Lào và Việt Nam (dán nhãn với chấm đỏ).

Myanmar (còn được gọi là Miến Điện) là một quốc gia ở phía tây bắc của Đông Nam Á, có biên giới với Trung Quốc, Ấn Độ, Bangladesh, Thái Lan và Lào. Nước này nằm dọc theo mảng Ấn Độ và mảng Á-Âu, phía đông nam của dãy Himalaya, về phía tây là Vịnh Bengal và phía nam là biển Andaman. Đây là vị trí chiến lược, nằm gần các tuyến đường vận tải chính của Ấn Độ Dương.
Tổng chiều dài đường biên: 238 km (148 mi)
Tổng diện tích: 676.578 kilômét vuông (261.228 dặm vuông Anh)
Giáp với quốc gia:
Bangladesh: 271 kilômét (168 mi), Ấn Độ:1.468 kilômét (912 mi), Trung Quốc: 2.129 kilômét (1.323 mi), Lào: 238 kilômét (148 mi), Thái Lan: 2.416 kilômét (1.501 mi)

### Bờ biển
Tổng: 1.930 kilômét (1.200 mi)
Tổng nước khu vực: 23.070 kilômét vuông (8.910 dặm vuông Anh)

## Khí hậu
Gió mùa nhiệt đới ở vùng đất thấp dưới 2.000 m (6.562 ft); nhiều mây, mưa nhiều, nóng ẩm (gió mùa tây nam, tháng 6 đến tháng 9); ít mây, mưa ít, nhiệt độ dịu,độ ẩm thấp hơn trong mùa đông (gió mùa đông bắc, tháng 12 đến tháng 4).
Khí hậu thay đổi ở vùng cao tùy thuộc vào độ cao; khí hậu cận nhiệt ôn đới ở khoảng xung quanh 2.500 m (8.202 ft), ôn đới ở 3.000 m (9.843 ft), mát mẻ ở núi cao 3.500 m (11.483 ft) và trên vùng núi cao, lạnh, khắc nghiệt và có khí hậu hàn đới. Các độ cao cao hơn có thể có tuyết rơi dày đặc biệt là ở phía Bắc và thời tiết xấu.

## Núi
Myanmar đặc trưng bởi các vùng đất thấp trung tâm với những thung lũng Sittaung và thung lũng Chindwin và những dãy núi nhỏ Zeebyu Taungdan, Min-wun Taungdan, Hman-kin Taungdan và Gangaw Taungdan cũng như Bago Yoma (dãy Pegu), một núi tương đối thấp giữa chuỗi sông Irrawaddy và Sittaung ở miền trung Myanmar. Vùng thung lũng miền trung bị giới hạn bởi cao nguyên gồ ghề ở phía Bắc, nơi có nhiều dãy phía nam của dãy núi Hoành Đoạn tạo thành biên giới giữa Myanmar và Trung Quốc. Hkakabo Razi điểm cao nhất của đất nước tại 5.881 m (19.295 ft) nằm ở phía bắc của đất nước. Ngọn núi này là một phần của một loạt dãy song song chạy từ chân Himalaya qua khu vực biên giới với Assam, Ấn Độ và Mizoram.
Dãy núi Arakan ở phía tây chạy từ Manipurn đến phía tây Myanmar về phía nam qua bang Rakhine gần đến Cape Negrais bên bờ vịnh Bengal. Dãy Arakan bao gồm những Naga Hills, vùng Chin Hills và dãy Patkai bao gồm Lushai Hills.
.
Ở đông Myanmar điểm cao nhất là Shan cao 2.563 m Loi Pangnao, một trong những đỉnh núi cực của Đông Nam Á. Núi Shan Hills, cùng với đồi Karen, dãy Dawna và đồi Tenasserim, có ranh giới tự nhiên với Thái Lan cũng như vùng sinh thái rừng ẩm ẩm Kayah-Karen / Tenasserim nằm trong danh sách các vùng sinh thái toàn cầu 200 được xác định bởi Quỹ Quốc tế Bảo vệ Thiên nhiên là ưu tiên bảo tồn. Miền nam Myanmar bao gồm chủ yếu các sườn núi phía tây của Bilauktaung, phần cao nhất của dãy Tenasserim kéo dài về phía nam thành dãy trung tâm của Bán đảo Mã Lai.

### Đỉnh núi chính
- Hkakabo Razi, 5,881 m
- Gamlang Razi, 5,870 m
- Saramati, 3,826 m
- Hkaru Bum, 3,677 m
- Bumhpa Bum, 3,411 m
- Hkangri Bum, 3,388 m
- Shan-ngaw Bum (Shan-ngaw Range), 3,328 m
- Langhtam Razi, 3,221 m
- Nin-gun Bum, 3,162 m
- Mol Len, 3,088 m
- Abawm Bum, 3,082 m
- Sahton Bum, 3,069 m
- Nat Ma Taung (Mount Victoria), 3,053 m
- Kahtaung Bam, 2,890 m
- Hkawk Bam, 2,822 m
- Wapawnaung Bum, 2,769 m
- Kanikana Bum, 2,742 m
- Kennedy Peak (Myanmar), 2,703 m
- Sapa Bum, 2,702 m
- Sangpang Bum, 2,692 m
- Longadang Bum, 2,680 m
- Tamihkat Razi, 2,678 m
- Loi Leng, 2,673 m
- Mong Ling Shan, 2,641 m
- Nattaung, 2,623 m
- Hkamon Bum, 2,566 m
- Loi Pangnao, 2,563 m
- Shingrup Bum, 2,555 m
- Senam Bum, 2,543 m
- Point 2519, 2,519 m
- Zungon Razi, 2,510 m
- Kayunghang Bum, 2,495 m
- Nakthar Razi, 2,353 m
- Noi Hkam, 2,244 m
- Kakma Bum, 2,225 m
- Tanghku Bum, 2,150 m
- Loi Lan, 2,131 m
- Chikachi Bum, 2,128 m
- Mela Taung, 2,080 m
- Myinmoletkat Taung, 2,072 m
- Mulayit Taung, 2,005 m
- Loi Hkilek, 1,973 m
- Nawnghoi, 1,936 m
- Mawhpung Bum, 1,874 m
- Loi Un-awm, 1,816 m
- Naupau Pum, 1,767 m
- Sharong Bum, 1,703 m
- Núi Popa, 1,518 m
- Mount Kyaiktiyo, 1,075 m
- Saka Haphong, 1,052 m
- Zwekabin Taung (Zwegabin Hill), 343 m
- Kwooprai Taung (Kwooprai Hill), 198 m

## Sông ngòi
Sông Ayeyarwaddy, sông chính của Myanma, chảy từ bắc xuống nam qua lưu vực Myanma và kết thúc tại một châu thổ rộng. Sông Mekong chảy từ Tây Tạng thông qua Trung Quốc (Vân Nam) vào đông bắc Myanma vào Lào.
Ở phía đông sông Salween và sông Sittaung chạy dọc theo phía tây của núi Shan và cuối phía bắc của dãy Dawna. Ở vùng đông nam hẹp của Myanma, các sông Ye, Heinze, Dawei (Tavoy), Great Tenasserim (Tanintharyi) và sông Lenya tương đối ngắn và chảy vào Biển Andaman. Xa hơn về phía nam, sông Kraburi hình thành biên giới phía nam giữa Thái Lan và Myanma.

## Hàng hải tuyên bố
vùng tiếp giáp:
24 nmi (27,6 mi; 44,4 km)
thềm lục địa:
200 nmi (230,2 mi; 370,4 km) hoặc tới rìa lề lục địa
vùng đặc quyền khu kinh tế:
200 nmi (230,2 mi; 370,4 km)

### Đảo
- Apaw-ye Kyun
- Đảo Calventuras
- Đảo Cheduba
- Đảo Coco
- Đảo Kaingthaung
- Đảo Kalegauk
- Đảo Kokunye Kyun
- Đảo Kyungyi
- Đảo Moscos
- Đảo Myingun
- Nantha Kyun
- Preparis
- Đảo Ramree
- Unguan
- Wa Kyun
- Zalat Taung
- Quần đảo Mergui
  - Đảo Auriol
  - Bentinck Kyun
  - Đảo Christie, đảo cực nam của nhóm
  - Kadan Kyun, hòn đảo lớn nhất của quần đảo
  - Lanbi Kyun
  - Letsok-aw Kyun
  - Mali Kyun, đảo cực bắc của nhóm
  - Saganthit Kyun
  - Than Kyun
  - Thayawthadangyi
  - Zadetkyi

## Sử dụng đất và tài nguyên thiên nhiên
Tài nguyên thiên nhiên ở Myanmar là dầu mỏ, gỗ, thiếc, antimon, kẽm, đồng, wolfram, chì, than đá, đá cẩm thạch, đá vôi, đá quý, khí đốt tự nhiên và thủy điện.
| Đất canh tác                                              | 16,56%                                  |
| Trồng cây lâu năm                                         | 2,25%                                   |
| Đất khác                                                  | 81,20% (2012)                           |
| Đất tưới tiêu                                             | 21.100 km² (năm 2004)                   |
| Tổng nước tái tạo:                                        | 1.168 km3 (280 mi khối) (2011)          |
| Thu hồi nước ngọt tổng số (trong công nghiệp/nông nghiệp) | 33,23 km3/a (7,97 cu mi/a) (10%/1%/89%) |
| Thu hồi nước rút bình quân đầu người                      | 728,6 km3/a (175 cu mi/a) (2005)        |

## Thiên tai
Động đất và lốc xoáy; lũ lụt và lở đất phổ biến trong mùa mưa (tháng sáu đến tháng chín), hạn hán định kỳ.

## Môi trường
Phá rừng; ô nhiễm không khí công nghiệp, đất và nước; thiếu vệ sinh và xử lý nước gây bệnh

### Thỏa thuận môi trường quốc tế
Tham gia:
Đa dạng sinh học, biến đổi khí hậu, sa mạc hóa, các loài nguy cấp,Luật Biển, kiểm tra hạt nhân, Bảo về  tầng Ozone, ô nhiễm tàu, gỗ nhiệt Đới Gỗ 83, nhiệt Đới Gỗ 94
ký tên, nhưng không phê chuẩn: không có lựa chọn thỏa thuận